# Sphaerocordyceps palustris
Sphaerocordyceps palustris är en svampart som först beskrevs av Miles Joseph Berkeley, och fick sitt nu gällande namn av Kobayasi 1981. Sphaerocordyceps palustris ingår i släktet Sphaerocordyceps och familjen Clavicipitaceae.   Inga underarter finns listade i Catalogue of Life.